# Jan Dostál
Jan Dostál (11 de febrer de 1988) és un ciclista txec. Combina la carretera amb la pista, on ha obtingut els majors èxits.

## Palmarès en pista
- 2009
  -  Campió d'Europa sub-23 en Madison (amb Vojtěch Hačecký)
- 2010
  -  Campió d'Europa sub-23 en Òmnium